# Apuñalamiento en el Centro Ismailí de Lisboa

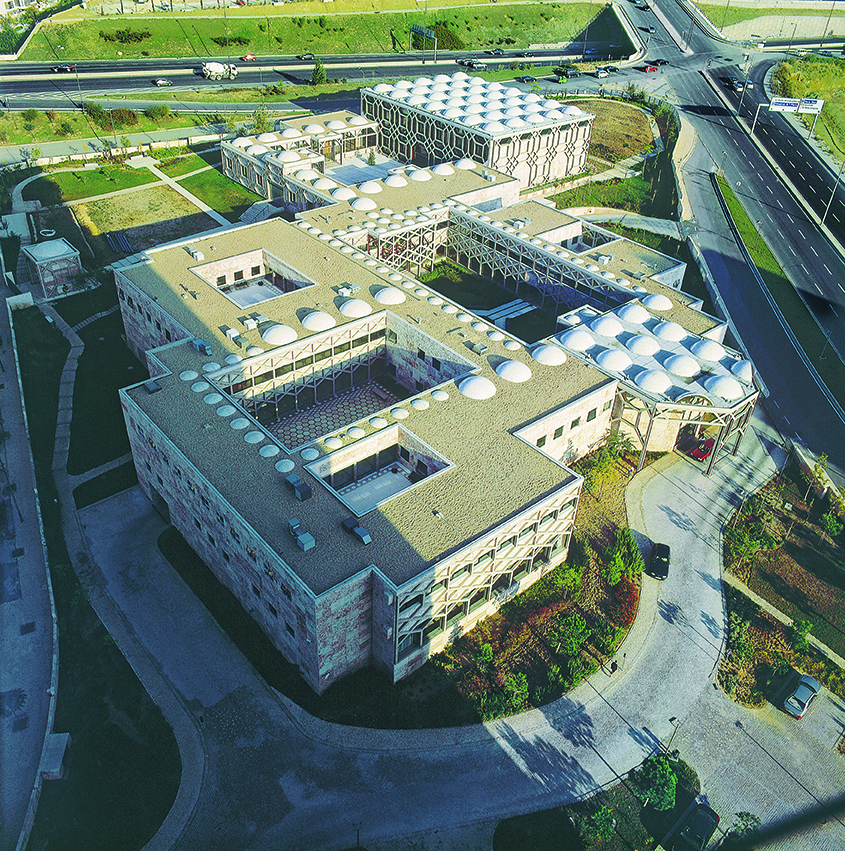
Centro Ismailí de Lisboa

En la mañana del 28 de marzo de 2023, dos mujeres portuguesas pertenecientes al personal del Centro Musulmán Ismaili en Lisboa fueron asesinadas a puñaladas. La alerta fue recibida por la Policía de Segurança Pública (PSP) a las 10:57 a. m. y tardó solo un minuto en responder. Un refugiado afgano inscrito en el centro fue arrestado. Un profesor de portugués para extranjeros en el centro y una refugiada afgana que asistía a clases de portugués fueron amenazados a punta de cuchillo y heridos.
El 29 de marzo, Luis Neves, Director Nacional de la Polícia Judiciária, descartó el terrorismo alegando que no había "pruebas mínimas" de radicalización y atribuyó el apuñalamiento al "brote psicótico" del perpetrador. Pero el 31 de marzo, el Ministerio Público no descartó el terrorismo como móvil del crimen, que a abril de 2023 sigue bajo investigación.

## Perpetrador
El sospechoso, Abdul Bashir, un refugiado afgano de 28 años viudo y padre de tres hijos de 9, 7 y 4 años, había llegado a la Unión Europea (UE) tras entrar en Grecia, donde su esposa murió en un campo de refugiados. Es un musulmán chiita de la minoría ismaelita de Afganistán. Había sido técnico de telecomunicaciones en Kabul, donde trabajaba para Huawei, había salido de Afganistán alrededor de 2015 y llegó al campo de refugiados griego en 2019. En un video de 2021 realizado mientras vivía en el campo de refugiados griego, Abdul Bashir lamentó en inglés la muerte de su esposa en un incendio accidental cinco meses después de su llegada como inmigrantes irregulares a Lesbos, Grecia, afirmó que su vida fue muy dura para él y sus tres hijos, y se refirió a sus solicitudes de ayuda dirigidas al ACNUR y de su título de ingeniero en telecomunicaciones. En octubre de 2021, fue reubicado en Portugal bajo el sistema formal de reasentamiento de refugiados de la UE a través de un acuerdo bilateral Grecia-Portugal con la ayuda de la Fundación Aga Khan, y recibió apoyo (asesoramiento administrativo, asistencia alimentaria y de alojamiento, clases de idioma portugués y clases de costura) del Centro Ismaili de Lisboa hasta el ataque. Buscaba activamente trabajo en Portugal pero sin éxito, situación que lo frustraba.. Tras su llegada al territorio de la UE, Bashir solicitó el estatuto de refugiado en Alemania, pero las autoridades alemanas rechazaron sus pretensiones. En la fecha del apuñalamiento todavía estaba tratando de salir de Portugal y mudarse a Alemania con sus hijos.
En Portugal, Bashir vivía con sus tres hijos en un piso alquilado en Odivelas pagado por el Centro Ismaili y los vecinos y el personal de una panadería cercana a su casa lo describían como un padre cariñoso y una persona tranquila y educada incapaz de hablar. portugués. En la escena del crimen, la policía dijo que estaba armado con un cuchillo grande. Cuando se mantuvo agresivo y no soltó su arma como exigía la policía, los agentes de la PSP le dispararon en la pierna y lo enviaron al Hospital São José para recibir tratamiento después del arresto.. Tras el apuñalamiento, miembros de la comunidad ismaelita de Lisboa denunciaron a la Polícia Judiciária (PJ), la policía de investigación criminal portuguesa, que el asesino había desarrollado un trastorno amoroso obsesivo hacia la víctima más joven, Mariana Jadaugy, de 24 años, y era objeto de relaciones románticas. rechazo por parte de ella. Según un hermano de la mujer mayor asesinada por Bashir, él era un refugiado inusualmente exigente, problemático e impulsivo. Unos días después del crimen en Lisboa, se supo que la policía griega investigaba el papel de Abdul Bashir en el incendio del campo de refugiados griego que mató a su propia esposa.

## Víctimas
Mariana Jadaugy, ciudadana portuguesa de 24 años y asistente social en la fundación humanitaria portuguesa Fundação FOCUS - Assistência Humanitária y Farana Sahbudin Sadrudin, 49, directora nacional portuguesa de la Fundação FOCUS - Assistência Humanitária fueron asesinados después de han dejado sus oficinas en el Centro Ismaili para ayudar a un profesor de lengua en el altercado que se desarrolló en el salón de clases de Bashir, en el que el profesor de lengua portuguesa resultó herido y recibió tratamiento médico por lesiones en el cuello, la cabeza y otras lesiones en la parte superior del cuerpo.
La Fundação FOCUS, perteneciente a FOCUS Europe que fue establecida por la comunidad Nizari Ismaili bajo los auspicios de Aga Khan Development Network, fue la organización donde las dos mujeres desarrollaron el trabajo de integración de refugiados e inmigrantes musulmanes en el Centro Ismaili. En el curso de su trabajo en la organización, Jadaugy y Sadrudin fueron los responsables directos del proceso de integración social de Bashir en Portugal, un servicio que había proporcionado vivienda y comida gratuitas para su familia y preparó la solicitud de naturalización de su familia.

## Investigación
Abdul Bashir recibió una llamada telefónica mientras estaba en el aula en la mañana del 28 de marzo de 2023, informándole que no podía viajar porque no se le otorgaría un documento oficial, a pesar de que ya tenía planeado viajar a Zúrich, Suiza. Una vez allí, podría haber querido quedarse en Suiza o llegar a Alemania, donde ya había estado, pero desde donde fue enviado de regreso a Lisboa, porque fue Portugal quien le otorgó el estatus de refugiado. Después de esa llamada telefónica, Bashir usó un cuchillo de gran tamaño que había escondido en su mochila para iniciar el ataque.
Bashir fue aceptado por el Centro Ismaelita de Lisboa como musulmán chiita afgano de la minoría ismaelita. El trabajo de investigación realizado en el curso de las secuelas inmediatas del apuñalamiento afirmó que Bashir se había tomado fotos con un líder Naderi Ismaili que había sido reportado como disidente del ismailismo nizarí y no se remitió al líder espiritual. de ismaelitas en todo el mundo, el Aga Khan. Otras fuentes afirman que los líderes de Naderi Ismaili han estado dirigiendo a Nizari Ismailis durante la guerra civil y otros conflictos internos de Afganistán designados por el Aga Khan y, al hacerlo, los Naderi Ismailis en Afganistán no son disidentes desleales al Aga Khan.
Varias fuentes afirman que Bashir estaba interesado románticamente en la mujer más joven que mató ese día.Declaraciones iniciales de la PJ del 29 de marzo, descartaron el terrorismo como móvil del crimen. El 30 de marzo, el apartamento de Bashir en Odivelas fue allanado por la PJ y el 31 de marzo el Ministerio Público manifestó que no descartaría el terrorismo como móvil en el caso. Al mismo tiempo, según la policía griega, se le consideraba sospechoso en el incendio del campo de refugiados griego que había matado a su propia esposa. La policía griega notó que Abdul Bashir salvó a sus hijos en el fuego, pero no les dijo a los bomberos que su esposa todavía estaba dentro de la casa. Bashir fue enviado a Portugal en 2021 después de que se alcanzara un acuerdo formal entre el Ministerio del Interior portugués y el Ministerio de Migración y Asilo de Grecia mientras la investigación penal del incendio aún estaba en curso.